# 9532 Абраменко
9532 Абра́менко (1981 RQ2, 1976 JL6, 1981 SY, 1981 TE1, 1981 UD13, 1993 LD, 9532 Abramenko) — астероїд головного поясу, відкритий 7 вересня 1981 року.
Тіссеранів параметр щодо Юпітера — 3,373.